# Lyrik

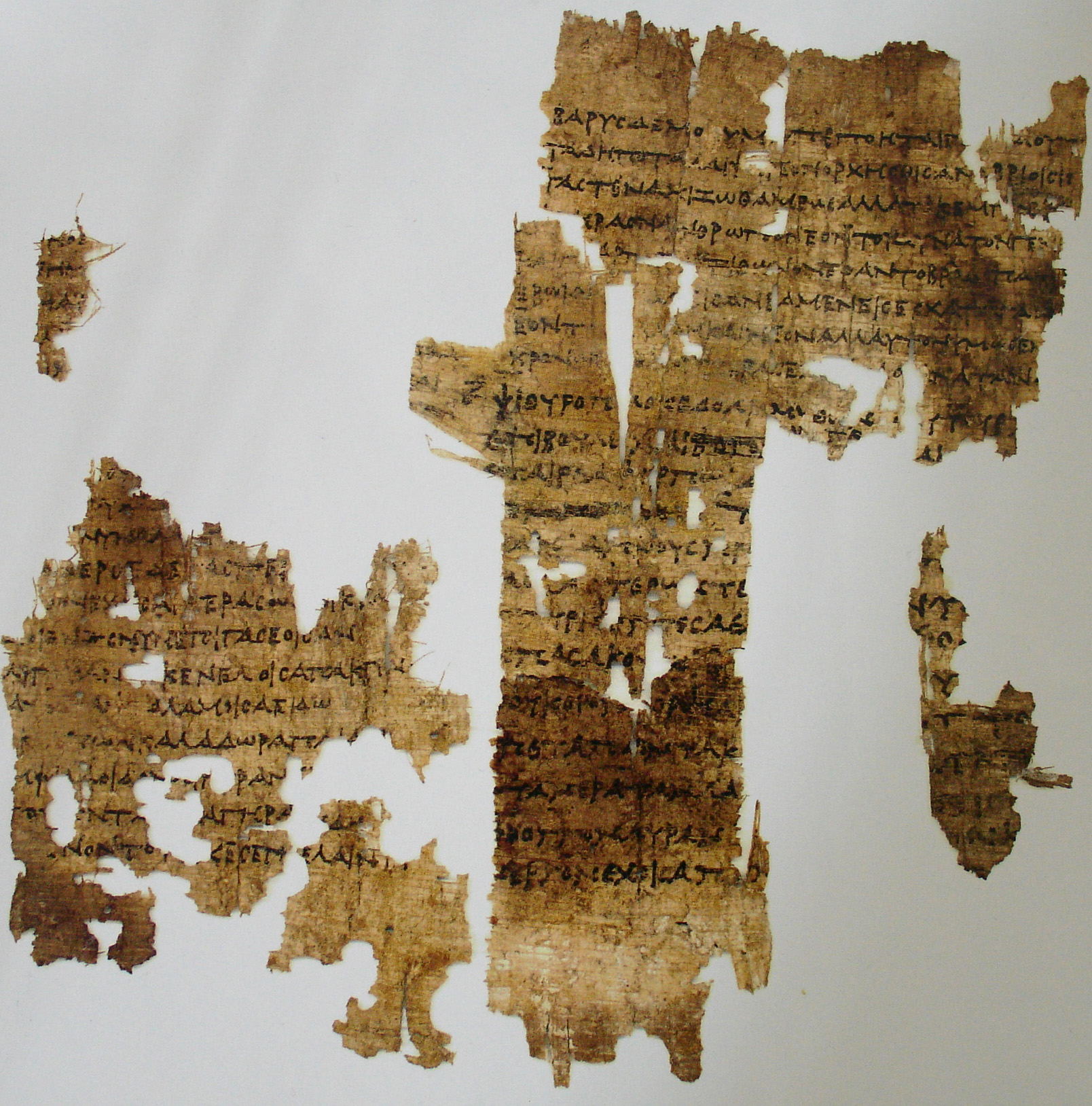
Dikt av Sapfo.

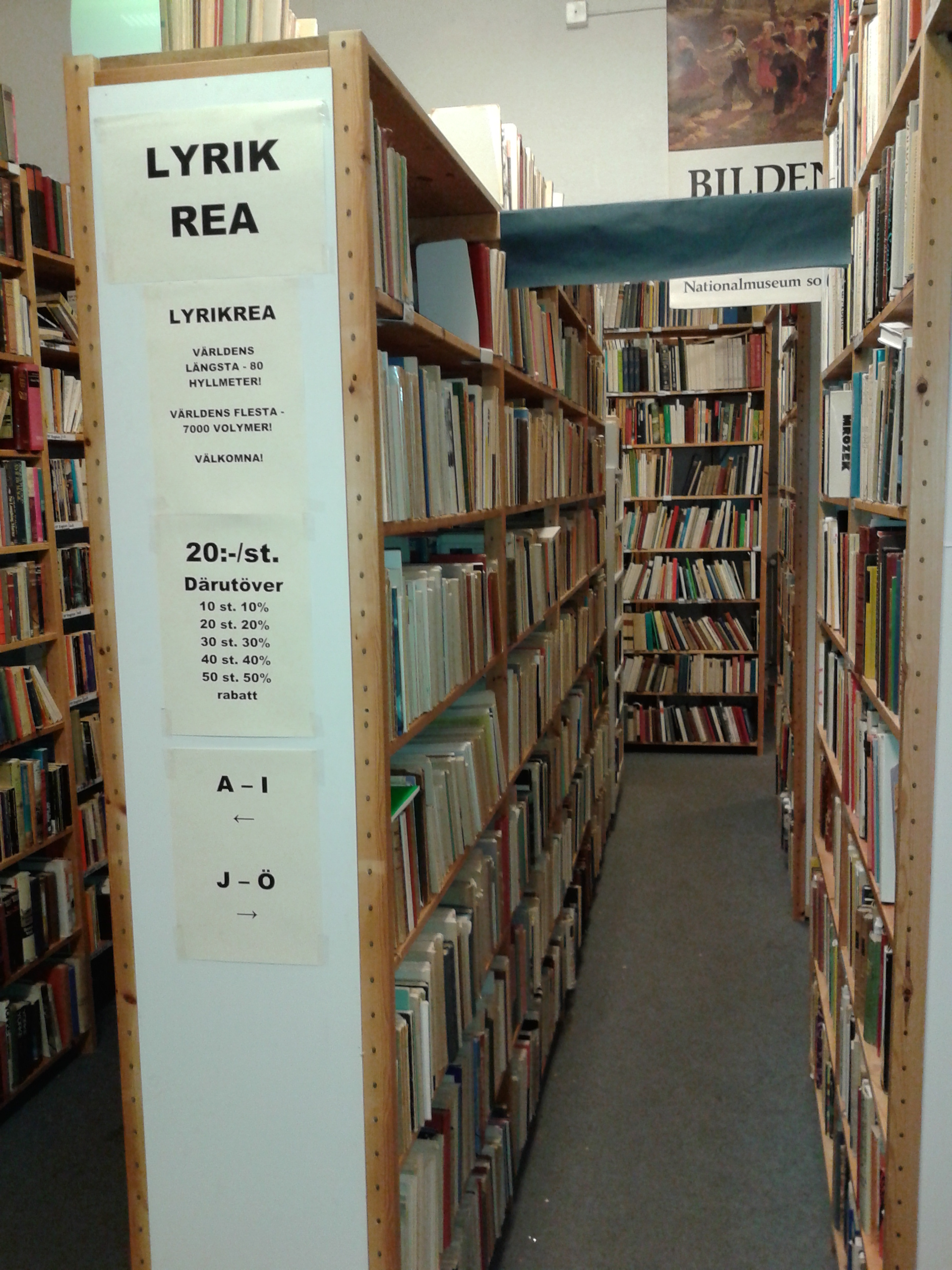
Äldre lyrik (diktsamlingar) reas ut på ett antikvariat.

Lyrik är, tillsammans med epik och dramatik, en av skönlitteraturens tre klassiska huvudgenrer. Ordet kommer av att man till en början framförde verken i ackompanjemang av lyra; på engelska betyder ordet lyric fortfarande låttext, medan genren kallas poetry. Opera kallades länge i Sverige för lyrisk teater.
Lyrik utgörs ofta av korta, koncentrerade, poetiska texter som försöker förmedla en bild eller en känsla. Lyrik ger ofta en känsla av privat bekännelse och riktas sällan till en större grupp.

## Historisk överblick

### Den äldsta lyriken
Den äldsta lyriken skiljer sig markant från den privata bekännande moderna lyriken. Bland den äldsta lyriken återfinns den grekiska och den kinesiska lyriken. Den äldsta kinesiska lyriken är verket Odena som är en samling sångtexter - 305 dikter - som består av folkvisor, hovpoesi och något som motsvarar den grekiska körlyriken.

### Grekisk lyrik
Den antika grekiska lyriken växte fram under 600-talet f.Kr., först och främst på öarna i det Egeiska havet. bestod till den största delen av texter som var avsedda att sjungas, och var indelad i tre huvudsakliga genrer:
1. egentlig lyrik (monodi) som skrevs i likformiga strofer och samma melodi genomgående. Temana var i största allmänhet centrallyriska och behandlade ämnen som liv, död och kärlek. Sapfo, som tillhörde genren, räknas som den viktigaste grekiska lyrikern.[5] Ett annat exempel är Alkaios.[4]
2. jamben som oftast byggdes upp av versfoten jamb (jamb betecknar alltså både en genre och en versfot, som ofta hör samman men inte nödvändigtvis). Dessa lyriska verk saknade fasta strofiska mönster och var ofta smädande eller satiriska. En berömd företrädare för genren är Archilochos.[4]
3. elegin - klagosången, som var uppbyggd av versmåttet distikon (elegisk tvårading) där hexameter och pentameter alternerades. Utöver klagovisor skrevs även elegisk lyrik av fosterlandförhärligande art, bland annat av Tyrtaios.[4]

En gren av lyriken, körlyriken, företräddes bland annat av greken Pindaros. Den äldsta körlyrikern man känner till är Alkman, och andra som verkade under den klassiska grekiska eran var bland andra Simonides och Bakchylides. Den består av strofer, motstrofer och efterstrofer som sjungs av olika körer. Körlyriken har också den delats in i tre huvudsakliga genrer: epinikionen som skrevs som lovsånger till segrare vid idrottsevenemang, paianen som var hyllningskörer till Apollon och dityramben som hyllade Dionysos. Den senare är extatisk och friare i sitt mått än de övriga, och bland annat Esaias Tegnérs Svea har liknats vid dityramben.
Kunskapen om dikterna och dess författare är bristfällig, men författandet skedde huvudsakligen i aristokratiska miljöer, och jag-form till trots är det sannolikt inte bekännande poesi. Det har antagits att en del av dikterna är rolldikter. En allmän tendens är en antiheroisk hållning, som går igenom både hos Archilochos och Alkaios. Archilochos skrev även obscen och erotisk poesi, och Alkaios gav upphov till det alkaiska versmåttet. Alkaois skrev politiska smädedikter och sågs länge som en stor frihetsdiktare. Mest känd är han förmodligen dock för sina dryckesvisor.
Inte bara hos Archilochos utan även hos Sapfo var kärleken och erotiken framträdande teman, hos Sapfo med naturlyriska inslag. Många av dikterna behandlar kärlek till kvinnor, vilket har tolkats som att Sapfo var homosexuell. Då hon verkade på ön Lesbos har kvinnlig homosexuell kärlek därav kommit att kallas lesbisk. Utöver Archilochos och Sapfo återfinns kärleksteman, såväl som dryckesvisor, även hos Anakreon.

### Romersk lyrik
Det är först under romersk tid, i till exempel Horatius lyrik, denna koppling till musik försvunnit. Under de följande tvåtusen åren har den mesta lyriken skrivits utan koppling till musik. Några undantag är trubadurer och de medeltida balladdiktarna.

### Modern lyrik
I modern lyrik finns inga regler som behandlar hur man skriver lyrik, utan skrivandet är fritt; i äldre tider var formen mer bunden och behandlades akademiskt i ämnet poetik. Ibland sätts lyriken som motsats till prosan, i betydelsen poetisk versdikt, men då måste det medges att det förekommer flera blandgenrer, som prosadikter. Den äldsta episka genren, eposet, samt dramat långt in till modern tid, författades emellertid på bunden vers, och prosan var förbehållen alster som saknade skönlitterära ambitioner.

## Lyrikgenrer

### Bunden vers
- Alexandrin
- Canzon
- Distikon
- Elegi
- Haiku
- Sapfisk strof
- Sonett